# Munhoz de Melo
Munhoz de Melo este un oraș în Paraná (PR), Brazilia.